# San Damiano Macra
San Damiano Macra – miejscowość i gmina we Włoszech, w regionie Piemont, w prowincji Cuneo.
Według danych na rok 2004 gminę zamieszkiwało 476 osób, 8,8 os./km².